# Ceratomyxa nitida
Ceratomyxa nitida is een microscopische parasiet uit de familie Ceratomyxidae. Ceratomyxa nitida werd in 1960 beschreven door Meglitsch. 